# Bitwa pod Boryspolem
Bitwa pod Boryspolem − bitwa stoczona 2 czerwca 1920 roku w pobliżu miasta Boryspol pod Kijowem, w czasie wojny polsko-bolszewickiej, część polskiego kontrataku po ofensywie radzieckiej z 27 maja.

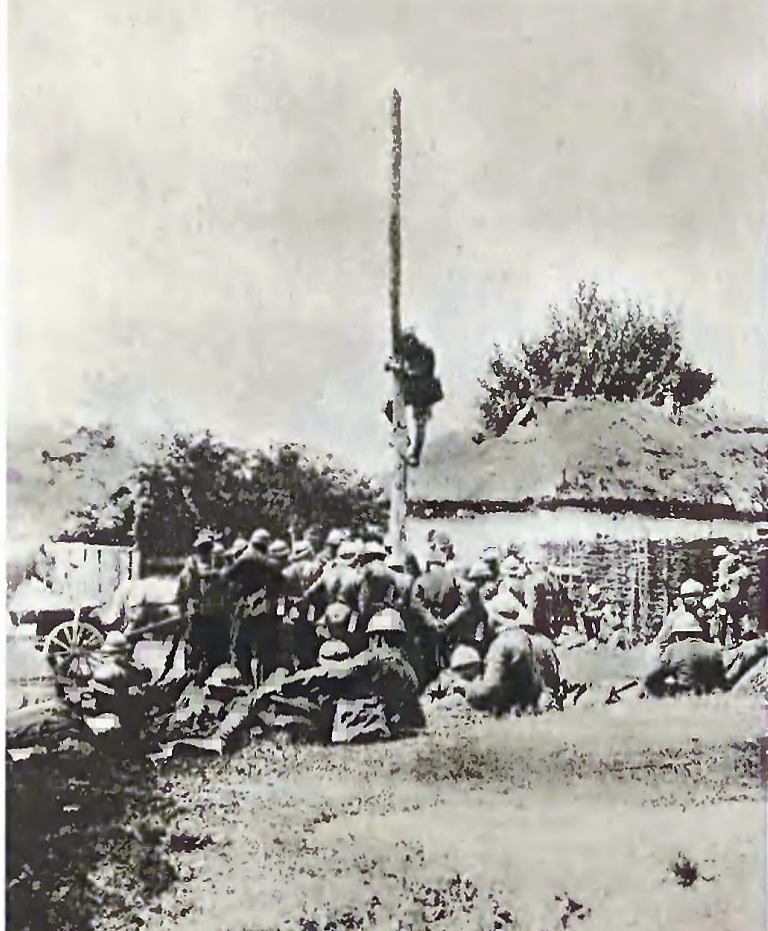
Wypad 1 Pułku Piechoty Legionów na Boryspol - podsłuch telefoniczny w marszu

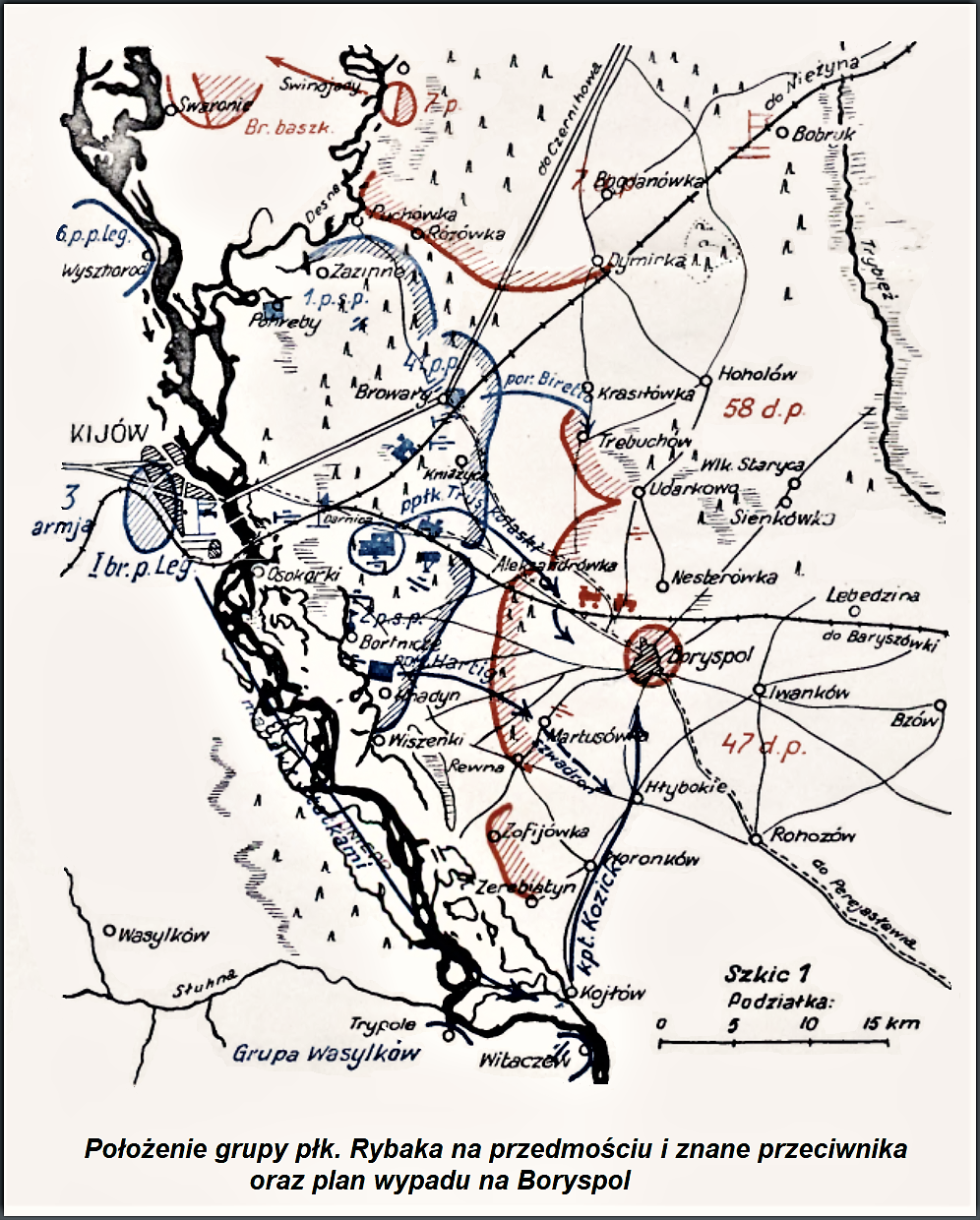
Adam Borkiewicz,
Wypad na Boryspol

Po zajęciu Kijowa 4 maja 1920 roku przez wojska polskie, utworzono mały przyczółek na wschodnim brzegu rzeki. Gen. Edward Śmigły-Rydz obawiał się, że radziecka 12 Armia dokona bezpośredniego ataku na przyczółek. Aby temu zapobiec i spowodować zakłócenia w radzieckich przygotowaniach, powołał grupę uderzeniową w Kijowie, składającą się tylko z dwóch batalionów piechoty z 1 pułku piechoty Legionów. Polskie jednostki zostały załadowane na barki rzeczne w Kijowie i przeprawiły się przez Dniepr w pobliżu wsi Wityczew.
Wczesnym rankiem 2 czerwca grupa uderzeniowa 1 pp Leg. zaatakowała miasto Boryspol, gdzie sowiecka 58 Dywizja Strzelców przygotowywała się do ataku. Choć liczebnie sowiecka jednostka przewyższała polską grupę uderzeniową, oddziałom polskim udało się zaskoczyć Sowietów, którzy po krótkiej potyczce wycofali się na wschód. Po zdobyciu rosyjskich magazynów Polacy powrócili do Kijowa. Mimo że straty po obu stronach były niskie, polski atak zakłócił przygotowania grupy sowieckiej, dowodzonej przez Jonę Jakira, do uderzenia na przyczółek. Jednak dalsza ofensywa sowiecka spowodowała, że wojska polskie wycofały się z Kijowa 13 czerwca 1920 roku.